# Henri Arends

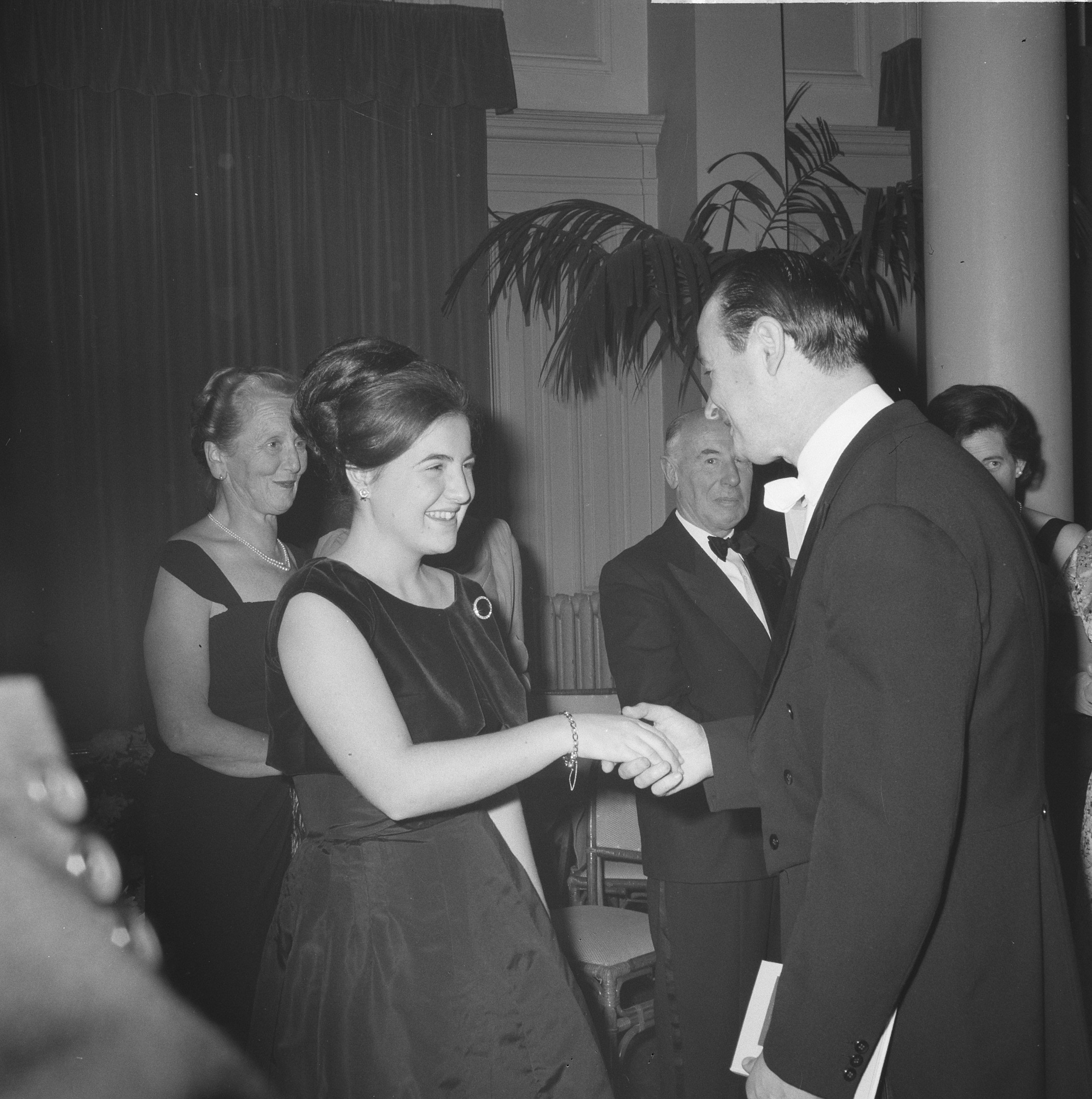
Arends und Prinzessin Margriet (1963)

Henri Arends (* 8. Mai 1921 in Maastricht; † 6. August 1994 in Lanaken) war ein niederländischer Dirigent.
Henri Arends gehörte zu jener Generation von Dirigenten, die der modernen sowie der klassischen und romantischen Musik die gleiche Aufmerksamkeit schenkten.
Anfänglich Geiger, beteiligte er sich später an Dirigentenkursen im Mozarteum zu Salzburg unter Carlo Zecchi und in der Accademia Chigiana zu Siena unter Paul van Kempen.
Schon damals fiel er durch seine reifen Interpretationen und durch sein außergewöhnliches musikalisches Gedächtnis auf.
Wilhelm Furtwängler, der ihn mit dem Mozarteumorchester hatte arbeiten sehen, prophezeite ihm eine glänzende Karriere.
Von 1953 bis 1957 war er anfänglich Hilfsdirigent und nachher zweiter Dirigent des Concertgebouw-Orchesters in Amsterdam, unter dem ersten Dirigenten Eduard van Beinum, und Repetitor des Toonkunst Koor.

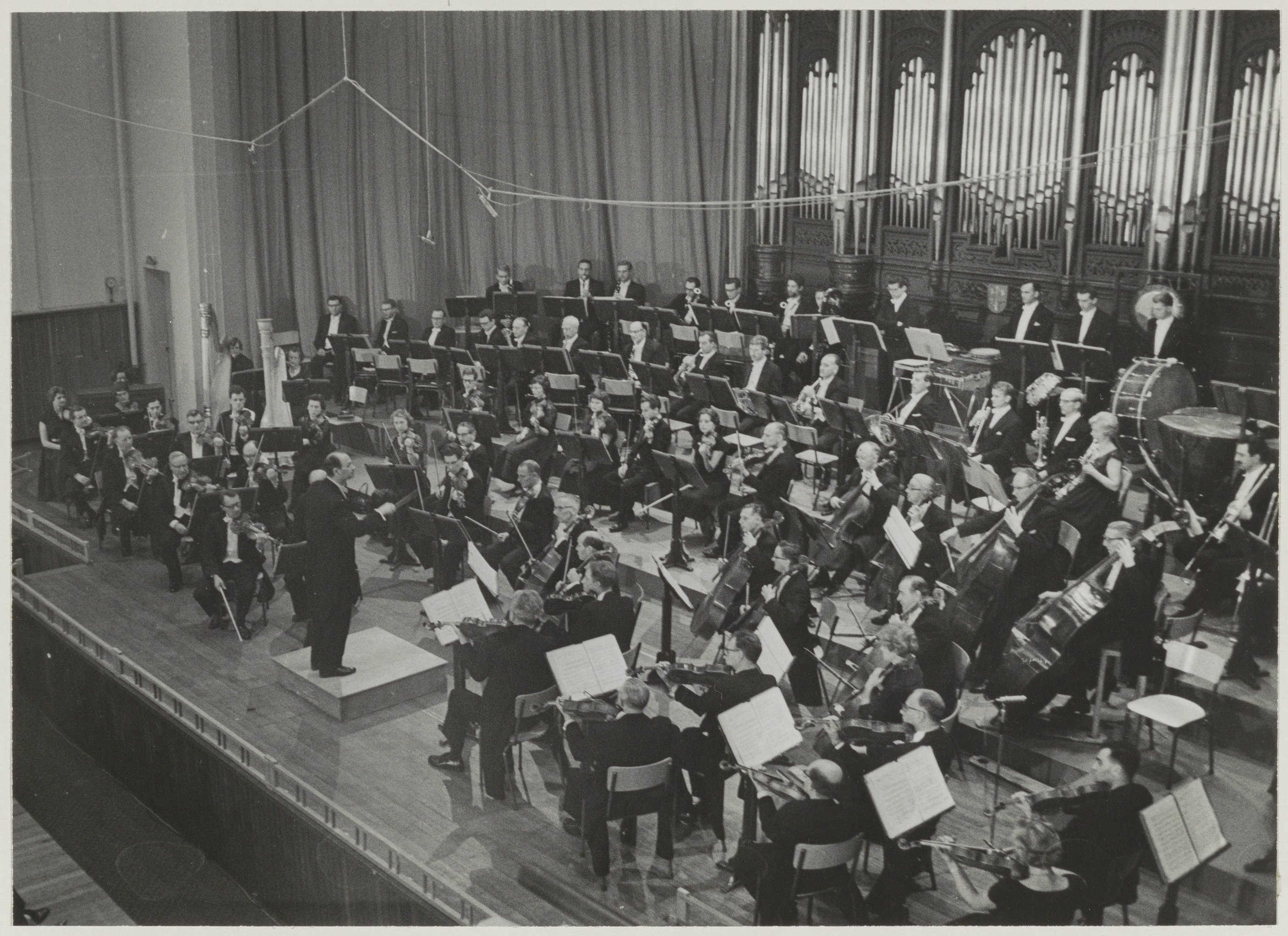
Arends und das Noordhollands Philharmonisch Orkest (1965)

Als erster Dirigent und musikalischer Leiter des Noordhollands Philharmonisch Orkest seit 1957 zog er die Aufmerksamkeit durch seine durchaus neue Behandlung des großen Repertoires und seine äußerst originellen Versuche, ein neues Publikum für den Konzertsaal zu interessieren, auf sich. Eine dieser erfolgreichen Unternehmungen war die Initiative zu den "Herzenwunschfestivals" für die heranwachsende Jugend.
Als Gastdirigent wurde er auf zahlreichen Konzerten im In- und Ausland gefeiert, wo Publikum, Mitglieder des Orchesters und Kritiker ihn mit Sympathie empfingen, ihn lobten und bewunderten.
Er dirigierte u. a. die Rundfunkorchester von Hilversum, Paris, Helsinki, weiter das FOK-Orchester von Prag, die Philharmonien von Brno, Ostrava, Kraków, Łódź, Katowice, Gdańsk, Budapest, Innsbruck, Osnabrück, Aachen und das Salzburger Mozarteumorchester. Auch dirigierte er mehrere Orchester in Südafrika (Kapstadt und Johannesburg) und in den USA (New York und Baton Rouge).